# Guy Marchand (zapaśnik)
Guy Marchand (ur. 23 czerwca 1943 w Dijon, zm. 22 czerwca 2015 w Chenôve) – francuski zapaśnik. Olimpijczyk z Meksyku 1968, gdzie odpadł w eliminacjach, w obu stylach, w kategorii do 70 kg.
Uczestnik mistrzostw świata w 1967 i mistrzostw Europy w 1968 i 1969. Czwarty i piąty na igrzyskach śródziemnomorskich w 1967 roku.